# 究極の職人シリーズ
『究極の職人シリーズ』（きゅうきょくのしょくにんシリーズ）は、1997年10月15日から同年12月10日までテレビ東京系列局で放送されていたテレビ東京製作のドキュメンタリー番組である。放送時間は毎週水曜 20:00 - 20:54 （日本標準時）。

## 概要
毎回様々な逸品とそれらを造る職人たちの姿、そして逸品が誕生した土地に古くから根付く美を追っていた番組。
テレビ東京放送番組審議会での評判は良く、テレビ東京も委員からの質問に対して「視聴率は好調」「以前放送していた番組『極める』のノウハウが生きていると思う」と回答していたが、番組は年内に終了。次番組『魚心あれば嫁心』の開始により、この時間帯はドラマ枠に転換された。